# Pedologia

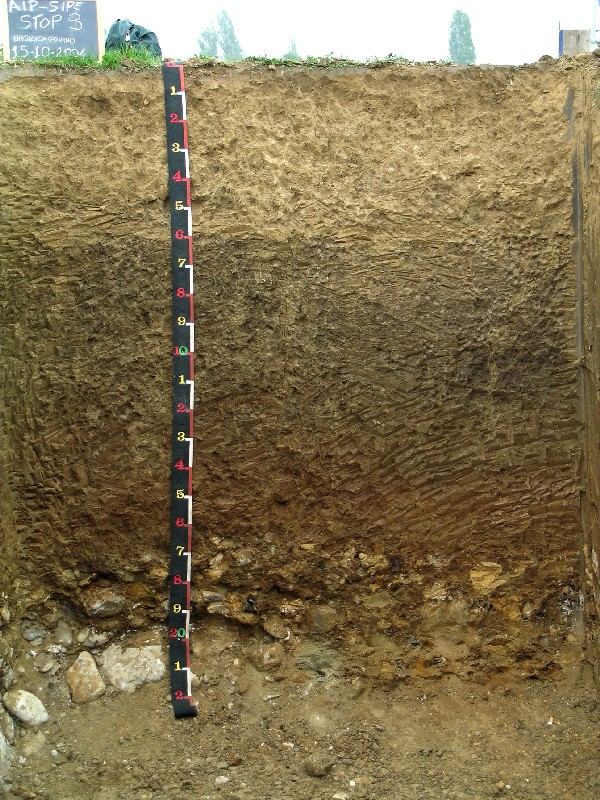
Perfil d'un sòl (classificat com a alfisòl)

La pedologia (del grec: πέδον, pedon, 'sòl'; i λόγος, logos, 'estudi') és l'estudi dels sòls en el seu ambient natural. Es tracta d'una de les branques principals de la ciència del sòl; l'altra és l'edafologia. La pedologia tracta de la pedogènesi, la morfologia del sòl, i la classificació del sòl, mentre que l'edafologia estudia la manera com hi influeixen els éssers vius (plantes, fongs i d'altres).
El sòl no és només el suport per a la vegetació sinó que també és la zona (la pedosfera) on hi ha nombroses interaccions biològiques, la matèria mineral i la seva posició en el paisatge.
En agronomia, tradicionalment, s'ha prestat poca atenció a la dinàmica dels sòls. D'altra banda, els pedòlegs i geòlegs no s'han centrat en les aplicacions agronòmiques dels sòls. Actualment, es procura integrar-ne les dues aproximacions.

## Conceptes
- La complexitat en pedogènesi és més comuna que la simplicitat.
- Els sòls es troben en una interfase (atmosfera/biosfera/hidrosfera i litosfera) i cal un coneixement de la meteorologia, climatologia, ecologia, biologia, hidrologia, geomorfologia, geologia i moltes altres ciències de la Terra i de ciències naturals.
- Els sòls contemporanis porten les empremtes dels sòls dels temps passats i cal conèixer les ciències que estudien la geologia dels temps passats.
- Els cinc principals factors externs en la formació del sòl són: el clima, vida en el sòl, topografia, roca mare i l'escala geològica), a més d'altres de més petits difícilment identificables.
- Les característiques dels sòls i dels paisatges, com per exemple els que formen la base dels horitzons del sòl, grau d'homogeneïtat interna, pendent, aspecte, posició, edat i altres propietats i relacions.
- Règims bioclimàtics distintius.
- El procés de creació elabora i destrueix l'ordre (anisotropia) dins dels sòls.
- El principi geològic d'uniformisme s'aplica també als sòls.
- La successió dels sòls per erosió i/o degradació.
- Hi ha pocs sòls vells des del punt de vista geològic, la majoria són del Plistocè, però també hi ha pelaosòls.
- És important conèixer la gènesi dels sòls per poder classificar-los.
- Els sistemes de classificació dels sòls no es poden basar únicament en la seva gènesi.
- Els sòls són factories naturals d'argila.[3][4]